# Frank Hansen (Ruderer)
Frank Hansen (* 4. August 1945 in Oslo) ist ein ehemaliger norwegischer Ruderer.

## Leben
Bei den Olympischen Spielen 1972 in München gewann er zusammen mit Svein Thøgersen Silber im Doppelzweier. Danach errang er mit seinem Bruder Alf John Hansen in derselben Bootsklasse zahlreiche weitere Siege. Zwischen 1974 und 1979 wurden sie insgesamt dreimal Weltmeister und einmal Vizeweltmeister. Den größten Erfolg errang er bei den Olympischen Spielen 1976 in Montreal, als er zusammen mit seinem Bruder Alf die Goldmedaille im Doppelzweier gewann.
1975 gewann er gemeinsam mit seinem Bruder die Morgenbladet-Goldmedaille, 1976 den Fearnleys olympiske ærespris.
An den Olympischen Spielen von 1980 in Moskau konnte Frank Hansen aufgrund des internationalen Boykotts, an dem sich auch Norwegen beteiligte, nicht teilnehmen. Danach beendete er seine Ruderkarriere.

## Erfolge

### Olympische Spiele
- Olympiasieger 1976 – Doppelzweier
- Silbermedaille 1972 – Doppelzweier

### Weltmeisterschaften
- Weltmeister 1975 – Doppelzweier
- Weltmeister 1978 – Doppelzweier
- Weltmeister 1979 – Doppelzweier
- Silbermedaille 1974 – Doppelzweier